# Samuel Desmarets
Samuel Des Marets, ou Desmarets (« Maresius »), né à Oisemont le 9 août 1599, et mort à Groningue (ville) le 18 mai 1673, est un théologien protestant français,,.

## Biographie
Né en Picardie, Samuel Des Marets étudie à l'Académie de Saumur et à Genève. Il devient professeur à l'Académie de Sedan de 1625 à 1632 où il fait ses gammes et acquiert déjà une solide réputation. Il est nommé pasteur à Maastricht (1632), pasteur et professeur à Bois-le-Duc (1636) et à Groningue (1643). Il était disciple de Franciscus Gomarus qui dénonça les thèses millénaristes de Petrus Serrarius.

## Publications
- Theses theologicae de judice controversiarum, quas… publice disputandas proponet…, Sedan : Jean Jannon, 1625.
- Préservatif contre la révolte, Sedan : Jean Jannon impr., 1628.
- Systhema theologiae, Groningue, 1645.
- De abusu philosophiae cartesianae, surrepente et vitando in rebus theologicis et fidei dissertatio theologica, Groningae : Apud Tierck Everts, 1670.
- Vindiciae dissertationis suae nuperae de abusu philosophiae cartesianae,… oppositae ejus ineptissimae confutationi quae recens prodiit sub fictitio nomine Petri ab Andlo, Batavi, Groningae : Apud Tierck Everts, 1670.
- Clypeus Orthodoxiae sive vindiciarum suarum priorum pro sua dissertatione de abusu philosophiae-Cartesianae in rebus Theologicis & fidei, oppositarum cujusdam personati Petri ab Andlo…, Groningae : Apud Tierck Everts, 1671.